# Mahmude
Mahmude (pers. محموده) – wieś w Iranie, w ostanie Kurdystan. W 2006 roku miejscowość liczyła 141 mieszkańców w 31 rodzinach.